# ドウデュース
ドウデュース（欧字名:Do Deuce、2019年5月7日 - ）は、日本の競走馬・種牡馬。
主な勝ち鞍は2021年の朝日杯フューチュリティステークス、2022年の東京優駿、2023年の有馬記念、2024年の天皇賞（秋）、ジャパンカップ。
馬名の意味は「する＋テニス用語（勝利目前の意味）」。　2021年の最優秀2歳牡馬。2024年のJRA賞年度代表馬、最優秀4歳以上牡馬。

## 戦績

### デビュー前
2019年5月7日、北海道安平町のノーザンファームで誕生。松島正昭が代表を務める株式会社キーファーズの所有馬となり、ノーザンファーム空港牧場で育成の後、栗東トレーニングセンターの友道康夫厩舎に入厩した。

### 2歳（2021年）
9月5日に小倉競馬場で行われた2歳新馬戦（芝1800メートル）に武豊鞍上で出走。1番人気に推されると、レースは直線でガイアフォースとの追い比べをクビ差制してデビュー勝ちを果たした。
次走はリステッド競走のアイビーステークスを選択。2番人気に推され、レースでは追い比べから抜け出すと、最後は追い込んできたグランシエロをクビ差凌いで優勝、デビュー2連勝とした。
続いて朝日杯フューチュリティステークスに出走。重賞勝ち馬セリフォスやジオグリフをはじめとした自身と同じ無敗馬が多く顔を揃える中、3番人気に支持される。レースでは直線で外に出すと、先に抜け出していたセリフォスを半馬身差で差し切り優勝、無傷3連勝でGI初制覇を果たした。武豊はこの競走22回目の挑戦で初制覇となり、日本の中央競馬（JRA）の平地GI完全制覇までホープフルステークスを残すのみとした。また馬主である松島及びキーファーズにとっては初の単独所有馬によるGI勝利、並びに国内GI初制覇となった。

### 3歳（2022年）
3歳初戦として、弥生賞ディープインパクト記念に出走。単勝オッズ2.2倍の1番人気に推された。道中は勝ち馬アスクビクターモアを見る形で追走。残り800メートル過ぎに後方からロジハービンが一気に進出したため、いったんポジションを下げる。そこから立て直し、ゴール前では勝ち馬を懸命に追い上げたがクビ差届かず2着に。デビューからの連勝は3でストップした。

#### 皐月賞
続いて、4月17日に行われた皐月賞に出走。1番人気には推されたものの単勝のオッズは3.9倍で、これは1984年のグレード制導入以降、1990年アイネスフウジンの4.1倍に次ぐ皐月賞1番人気の低支持率オッズであった。レースでは道中後方からじっくり運び、最後の直線は外からメンバー最速となる上がり3ハロン33秒8の鋭い脚を使って追い詰めたものの、3着に敗れた。

#### 日本ダービー
次に、5月29日の東京優駿（日本ダービー）に出走。単勝4.2倍の3番人気でレースを迎えた。レースではスタートから後方に控え、前半1000メートルを58秒9という早いペースの中落ち着いてレースを進め、直線に入ってスパート。武豊の右ムチに応え加速し先団を捉え、大外から伸びてくるイクイノックスをクビ差抑え込み優勝。朝日杯以来のGI制覇となり、勝ちタイムは2分21秒9のダービーレコード(コースレコードは2018年ジャパンカップでアーモンドアイが記録した2分20秒6)。武豊は、歴代最多を更新する2013年のキズナ以来となるダービー6勝目、かつ歴代最年長、史上初の50代でのダービージョッキーの名誉となった。また朝日杯フューチュリティステークスの勝ち馬が日本ダービーを制したのは、1994年のナリタブライアン（前身である朝日杯3歳ステークスを勝利）以来28年ぶりとなった。
6月10日に国際競馬統括機関連盟が発表した「ロンジンワールドベストレースホースランキング」において、ドウデュースは日本ダービーを勝利した功績を評価され、シャフリヤールやエンブレムロードと並ぶレーティング120で第15位タイに位置づけられた。

#### ニエル賞・凱旋門賞
次走として凱旋門賞への出走を表明した。ドウデュースののんびりとした性格上、フランスへ赴いた場合に放牧と勘違いする可能性を踏まえ、日本ダービー直後の時点で友道は直行する予定と語っていたが、のちに松島はニエル賞を前哨戦として使ってから凱旋門賞に出走するプランもあり、その後はアメリカのブリーダーズカップ・ターフへの出走も検討していると述べた。最終的に友道は凱旋門賞に直行ではなくニエル賞を経由して凱旋門賞に出走すると発表した。いずれも後方からの競馬となったが休み明けや重馬場の影響もあり十分なパフォーマンスを発揮出来ず、それぞれ4着、19着に終わった。

### 4歳（2023年）
2023年2月12日に京都競馬場の改修により、阪神競馬場（芝内回り・2200m）で行われた京都記念に斤量58キロで出走。まずまずのスタートを決めると、道中は馬群を見て最後方グループで待機し、向正面から外へ出て徐々に捲りをかけ、直線に入ると早々と馬群から抜け出して後続を突き放し、3馬身半差の快勝でGIを含む重賞3勝目を挙げた。日本ダービーを勝利した馬が京都記念を勝利するのは、1948年春の京都記念のマツミドリ以来75年ぶりとなった。

#### ドバイターフ
次走は3月25日にドバイのメイダン競馬場で行われるドバイターフとし、同月15日（現地時間同月14日）にメイダン競馬場に到着した。しかし出馬投票後の同月24日、調教後に左前肢跛行を発症しドバイターフへの出走を取り消した。友道は「調教後に左腕節に違和感を認め、競馬に向けて進めておりましたが、将来のある馬なのでここでは無理をせず、取り消すことを決断いたしました」と語った。

#### 天皇賞(秋)
その後夏は治療と休養にあて、秋初戦として10月29日に東京競馬場で開催される天皇賞（秋）に出走。当日の第5競走で武豊が騎乗馬に右膝を蹴られ負傷したため、急遽戸崎圭太に乗り替わりとなった。レースは中団6番手からチャンスを狙ったものの、最終直線で伸び切れず7着に終わった。

#### ジャパンカップ
次走のジャパンカップでは騎乗予定だった武豊が上述の負傷の回復が遅く、療養に専念するために引き続き戸崎で出走。急な乗り替わりとなった前走と異なり戸崎が騎乗する想定での調整を行ったものの4着。勝ち馬のイクイノックスは本レースがラストランとなった。

#### 有馬記念

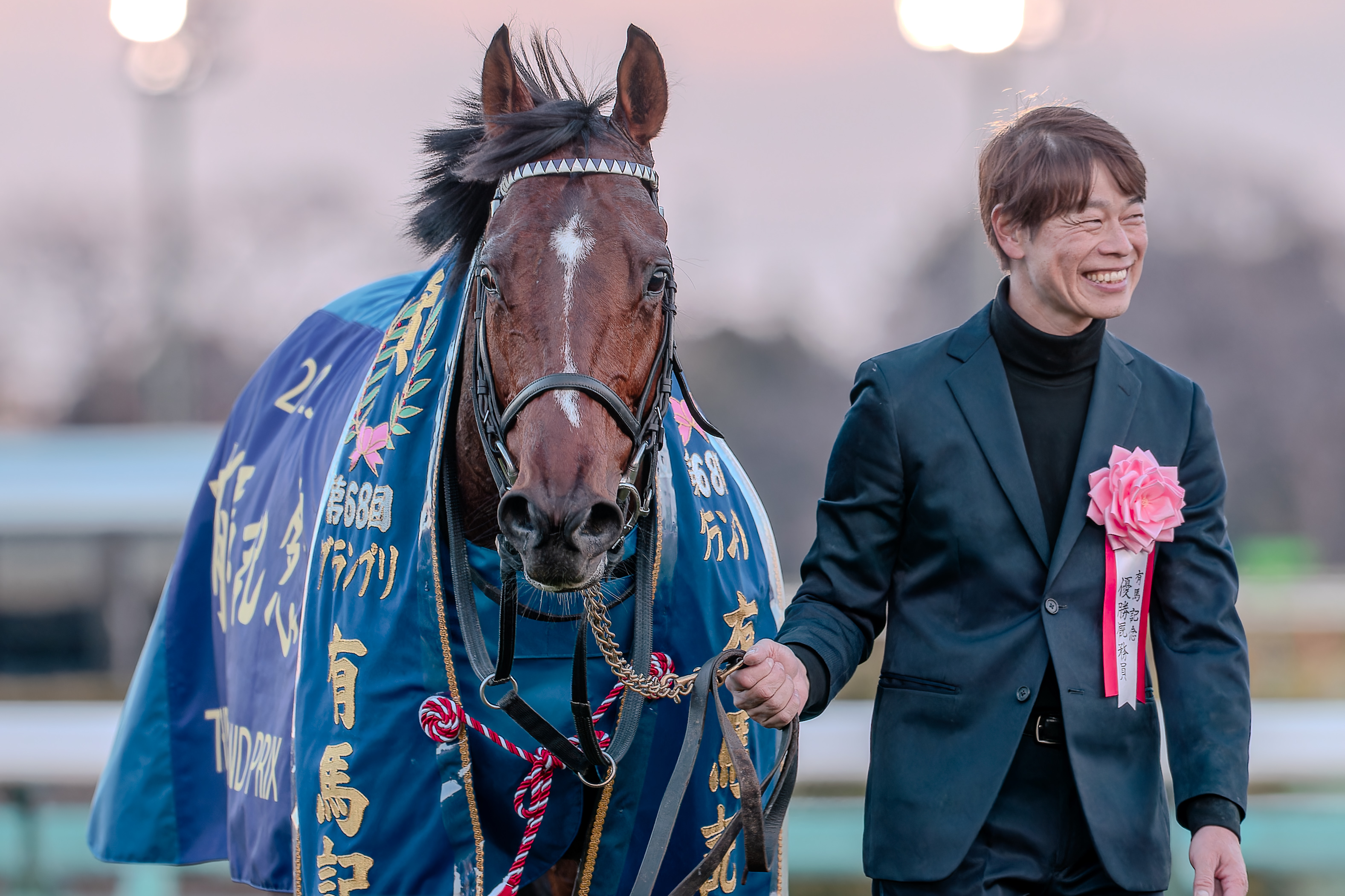
2023年有馬記念

2023年最終戦として有馬記念へ出走。鞍上には武豊が復帰した。鞍上横山和生と本レースがラストランとなっており、レースを牽引して尚直線粘るタイトルホルダーと、2番手から先に仕掛けていた鞍上クリストフ・ルメールのスターズオンアースを抜き去り、先頭でゴール板を駆け抜けて見事復活の勝利を挙げた。武豊は2017年のキタサンブラック以来、6年ぶりの制覇となった。また、54歳9カ月10日での有馬記念勝利は最年長勝利記録であり、同時に自身が持つJRA・GI最年長勝利記録（54歳19日）を更新。ドリームジャーニーやオルフェーヴル、ブラストワンピースに騎乗し歴代最多の有馬記念4勝を挙げている池添謙一に並ぶ勝利数となった。馬番5番での優勝は、1970年のスピードシンボリ、1972年のイシノヒカルに次いで、51年ぶり3度目となった。さらに、ダービー馬による有馬記念制覇はオルフェーヴル以来10年ぶり9頭目で、三冠馬以外ではハクチカラ、ダイナガリバー、トウカイテイオーに次いで30年ぶり4頭目となったほか、父ハーツクライとの本競走親子制覇を達成した。本競走での親子制覇は史上6回目となった。一部メディアでは、「千両役者」と呼ばれた。優勝後、陣営は翌年のドバイと凱旋門賞に再挑戦する旨を表明した。

### 5歳（2024年）

#### ドバイターフ
年明け初戦は予定通りドバイターフに出走。前年と異なり馬体検査を無事通過。レース本番ではパドックで馬っ気を出す姿が確認されるも1番人気。しかしスタートで出遅れ他馬に進路を塞がれてしまった形となり、最終直線で馬群が割れたところを追い上げるも5着入線。

#### 宝塚記念
帰国後は宝塚記念への出走及び凱旋門賞への登録を表明。宝塚記念のファン投票では2023年イクイノックスの21万6379票を更新する歴代最多の23万8367票を集め、出走した。レースは馬場が重の状態で迎え、最後方の位置から前団を追ったが、最終直線で伸びず6着。
7月8日、オーナーであるキーファーズ代表の松島正昭が、この日に行われた北海道苫小牧市でのセレクトセール会場で取材に応じ、秋は凱旋門賞への遠征を行わず、天皇賞・秋、ジャパンカップ、有馬記念の最大で年内の国内3戦に参戦するプランを明かし、2024年をもって現役から引退させる意向を示した。

#### 天皇賞(秋)
10月27日、秋古馬三冠第一戦、天皇賞・秋へ武豊と予定通り出走した。人気は前年の三冠牝馬リバティアイランドや、天皇賞・秋5勝をあげ、秋華賞、菊花賞とGI連勝中のクリストフ・ルメールが手綱を取る重賞連勝中のレーベンスティールとの三強となった。ホウオウビスケッツが道中スローペースでの逃げ、1000m通過タイムは59秒9、直線でリバティアイランドが失速していく中、外から前年のダービー馬タスティエーラ、内ではホウオウビスケッツが粘りこむが大外から上がり32秒5の末脚で差し切り勝利を飾った。武豊は保田隆芳元騎手に並ぶ天皇賞・秋歴代最多タイとなる7勝目、本馬は史上7頭目となる4年連続のJRA平地GI制覇及び牡馬による2〜5歳での4年連続制覇は史上初となる快挙であった。さらに本馬が上げた32秒5の脚は、GI勝利馬では史上最速の上がりタイムとなった。友道は延べ16頭目の出走で同レース初勝利であり、生産牧場のノーザンファームは2018年レイデオロから7年連続の勝利、そのレイデオロ以来となるダービー馬による勝利となった。また「ベストターンドアウト賞」に前川和也厩務員が選出された。

#### ジャパンカップ
続く11月24日の第44回ジャパンカップでも本年の2冠牝馬チェルヴィニアやキングジョージ6世&クイーンエリザベスステークスを制したゴリアットなど自身を含め国内外のG1馬10頭が参戦の中、1番人気に支持される。レースはいつも通りスタートから最後方に待機、前半1000mが62.2秒とスローペースで流れる中、最後の直線で上がり3ハロン32.7秒の豪脚を繰り出し、前残りの展開に逃げ粘るドゥレッツァとシンエンペラーを残り200mで捉えると、3頭の追い比べをクビ差押し切って優勝。引退レースに予定している有馬記念で2004年のゼンノロブロイ以来、史上3頭目の秋古馬3冠全制覇へ王手をかけた。

#### 引退
11月26日に友道は「今日もプールに入っていて、馬の様子も何ともない。カイバも食べています」と述べ、12月22日に中山競馬場で行われる有馬記念への参戦することを事実上明らかにした。12月5日、有馬記念のファン投票最終結果で47万8415票を集め、2022年タイトルホルダーの36万8304票を更新する歴代最多の得票数を獲得。予定通り有馬記念への出走が決まり、12月19日に行われた公開枠順抽選会では1枠2番に入ることが決定していた。また、bet365などの国際的なブックメーカーで公開されていたオッズでは、圧倒的な50%の勝利確率が期待されていた。
しかし、中山競馬場への輸送前日となっていた翌20日、キャンターでの調教後、プールへ向かう際に歩様の違和感が判明。右前肢跛行を発症し、引退レース目前で無念の出走取消となった。友道は「結論から言うと、ドウデュースは有馬記念をやめます。（中略）これだけの馬なので競馬で何かあったらと思い、オーナーサイドと相談して決めました。一番はファンの皆さまに申し訳ない気持ちです。昨日、枠順抽選会で取り上げてもらい、次の日にこんな形で発表するのはファンの皆さまに申し訳なく謝りたい気持ちです。武豊騎手とも電話で話しました。『仕方がないですね』と。来週の水曜日あたり（12月25日ごろ）に天栄から北海道に移動させる予定です。輸送自体は問題ないと思います。」と話した。
なお、有馬記念当日の22日には、中山競馬場で17時10分より引退式が行われる予定だったが取り止めとなった。
引退後は、北海道安平町の社台スタリオンステーションで種牡馬になるが、武豊は、出走取消前の取材に「絶対、種牡馬として成功する」とした。その根拠として、「2歳のマイルGIを勝ってるのが、やっぱり馬産地からしたら魅力だろうね」としたうえで、「スピードがあるし、2歳から活躍したし、距離ももつし。（産駒は）ダートも良さそう」と賛美を送っていた。
12月24日に友道が明らかにしたところによれば、12月25日に栗東トレーニングセンターを出発して、ノーザンファーム天栄を経由、その後は、社台スタリオンステーションに向かうという。なお、社台スタリオンステーションによれば、初年度の種付け料は1000万円に設定されたという。
12月25日の午前9時過ぎに友道厩舎の前で友道と武豊、松島と記念撮影を行った後、関係者に見守られて馬運車に乗り込み、経由先であるノーザンファーム天栄に向かって出発した。
武豊は「無事に出発できてよかったです。（きょうも）元気がありあまっていますね。いい馬に巡り会えてよかったですし、種牡馬としても活躍してくれると思います」と話している。また、馬主の松島は「ドウデュースには感謝しかないです。ノーザンファーム、友道先生、武豊ジョッキーに『ありがとう』と言いたいです。みなさんのおかげ。一生に1回会えるか会えへんかの馬。山あり谷ありですごかったです。見ていて面白かったです。いつか、われわれの夢である『武豊騎手とパリロンシャンに日の丸を揚げる』というのを目指して、もう1回、子供でもきょうだいでも、ダービーをとれるようにしていきたいです」と意気込みを新たにしている。そして、この日をもってJRAとしての競走馬登録を正式に抹消した。
なお、種付けの受付はすでに即日満口となったことが、12月25日に社台スタリオンステーションのホームページで明らかにされた。
12月27日午前11時ごろに社台スタリオンステーションに到着し、その後、場長の徳武英介は「お宝が来ましたね。改めて近くで見ると、これは走るよね、という馬体をしていますね。シャープですし、ハーツクライやサンデーサイレンスに比べるとお尻ももりもりしている感じがします。（母系が）米国血統ですから、背腰もしっかりしていますね」と印象について話している。この到着を待ち受けたのは、およそ20名の牧場スタッフとおよそ10名の報道陣であった。
なお、用意された馬房はオルフェーヴルとイクイノックスの間となり、その向かいの馬房には、12月28日に到着することになっているシャフリヤールが入ることになっている。ちなみに、イクイノックスの馬房の向かいに、その父であるキタサンブラックが入っている。

## 競走成績
以下の内容はJBISサーチ、netkeiba.com、France Galopおよびエミレーツ競馬協会の情報に基づく。
| 競走日     | 競馬場         | 競走名             | 格  | 距離（馬場）  | 頭 数 | 枠 番 | 馬 番 | オッズ （人気） | 着順 | タイム （上り3F） | 着差  | 騎手      | 斤量 [kg] | 1着馬（2着馬）                      | 馬体重 [kg] |
| ---------- | -------------- | ------------------ | --- | ------------- | ----- | ----- | ----- | --------------- | ---- | ----------------- | ----- | --------- | --------- | ----------------------------------- | ----------- |
| 2021.09.05 | 小倉           | 2歳新馬            |     | 芝1800m（良） | 13    | 8     | 13    | 001.70（1人）   | 01着 | R1:50.2（34.1）   | -0.1  | 0武豊     | 54        | （ガイアフォース）                  | 494         |
| 0000.10.23 | 東京           | アイビーS          | L   | 芝1800m（良） | 8     | 4     | 4     | 003.80（2人）   | 01着 | R1:49.3（34.0）   | -0.0  | 0武豊     | 55        | （グランシエロ）                    | 506         |
| 0000.12.19 | 阪神           | 朝日杯FS           | GI  | 芝1600m（良） | 15    | 5     | 9     | 007.80（3人）   | 01着 | R1:33.5（34.5）   | -0.1  | 0武豊     | 55        | （セリフォス）                      | 496         |
| 2022.03.06 | 中山           | 弥生賞ディープ記念 | GII | 芝2000m（良） | 11    | 6     | 7     | 002.20（1人）   | 02着 | R2:00.5（35.0）   | -0.0  | 0武豊     | 56        | アスクビクターモア                  | 504         |
| 0000.04.17 | 中山           | 皐月賞             | GI  | 芝2000m（良） | 18    | 6     | 12    | 003.90（1人）   | 03着 | R2:00.0（33.8）   | -0.3  | 0武豊     | 57        | ジオグリフ                          | 496         |
| 0000.05.29 | 東京           | 東京優駿           | GI  | 芝2400m（良） | 18    | 7     | 13    | 004.20（3人）   | 01着 | R2:21.9（33.7）   | -0.0  | 0武豊     | 57        | （イクイノックス）                  | 490         |
| 0000.09.11 | パリロンシャン | ニエル賞           | G2  | 芝2400m（So） | 7     | 7     | 5     | 003.40（2人）   | 04着 | R2:33.46（37.33） | -0.65 | 0武豊     | 58        | Simca Mille                         | 計不        |
| 0000.10.02 | パリロンシャン | 凱旋門賞           | G1  | 芝2400m（TS） | 20    | 3     | 19    | 037.0（11人）   | 19着 | 02:44.48（46.30） | -8.77 | 0武豊     | 56.5      | Alpinista                           | 計不        |
| 2023.02.12 | 阪神           | 京都記念           | GII | 芝2200m（良） | 13    | 8     | 12    | 002.50（1人）   | 01着 | R2:10.9（34.0）   | -0.6  | 0武豊     | 58        | （マテンロウレオ）                  | 508         |
| 0000.03.25 | メイダン       | ドバイターフ       | G1  | 芝1800m（Gd） | 14    |       | 3     |                 |      | 出走取消          |       | 0武豊     | 57        | Lord North                          | 計不        |
| 0000.10.29 | 東京           | 天皇賞（秋）       | GI  | 芝2000m（良） | 11    | 3     | 3     | 004.30（2人）   | 07着 | R1:56.6（35.3）   | -1.4  | 0戸崎圭太 | 58        | イクイノックス                      | 512         |
| 0000.11.26 | 東京           | ジャパンC          | GI  | 芝2400m（良） | 18    | 3     | 5     | 013.20（3人）   | 04着 | R2:22.7（33.7）   | -0.9  | 0戸崎圭太 | 58        | イクイノックス                      | 504         |
| 0000.12.24 | 中山           | 有馬記念           | GI  | 芝2500m（良） | 16    | 3     | 5     | 005.20（2人）   | 01着 | R2:30.9（34.3）   | -0.1  | 0武豊     | 58        | （スターズオンアース）              | 506         |
| 2024.03.30 | メイダン       | ドバイターフ       | G1  | 芝1800m（Gd） | 16    |       | 5     | 002.10（1人）   | 05着 | R1.46.25          | -0.34 | 0武豊     | 57        | Facteur Cheval                      | 計不        |
| 0000.06.23 | 京都           | 宝塚記念           | GI  | 芝2200m（重） | 13    | 4     | 4     | 002.30（1人）   | 06着 | R2:12.9（34.6）   | -0.9  | 0武豊     | 58        | ブローザホーン                      | 508         |
| 0000.10.27 | 東京           | 天皇賞（秋）       | GI  | 芝2000m（良） | 15    | 4     | 7     | 003.80（2人）   | 01着 | R1:57.3（32.5）   | -0.2  | 0武豊     | 58        | （タスティエーラ）                  | 504         |
| 0000.11.24 | 東京           | ジャパンC          | GI  | 芝2400m（良） | 14    | 3     | 3     | 002.30（1人）   | 01着 | R2:25.5（32.7）   | -0.0  | 0武豊     | 58        | （シンエンペラー） （ドゥレッツァ） | 510         |
| 0000.12.22 | 中山           | 有馬記念           | GI  | 芝2500m（良） | 15    | 1     | 2     |                 |      | 出走取消          |       | 0武豊     | 58        | レガレイラ                          | 計不        |

- タイム欄のRはレコード勝ちを示す
- フランスのオッズ・人気は現地主催者発表のもの（日本式のオッズ表記とした）

## 血統表
| ドウデュースの血統                              | ドウデュースの血統                    | ドウデュースの血統                 | （血統表の出典）                   | （血統表の出典） |
| 父系                                            | サンデーサイレンス系（ヘイロー系）    | サンデーサイレンス系（ヘイロー系） | サンデーサイレンス系（ヘイロー系） | [ § 2 ]          |
| 父 ハーツクライ 2001 鹿毛 北海道千歳市          | 父の父*サンデーサイレンス 1986 青鹿毛 | Halo                               | Hail to Reason                     | Hail to Reason   |
| 父 ハーツクライ 2001 鹿毛 北海道千歳市          | 父の父*サンデーサイレンス 1986 青鹿毛 | Halo                               | Cosmah                             |                  |
| 父 ハーツクライ 2001 鹿毛 北海道千歳市          | 父の父*サンデーサイレンス 1986 青鹿毛 | Wishing Well                       | Understanding                      | Understanding    |
| 父 ハーツクライ 2001 鹿毛 北海道千歳市          | 父の父*サンデーサイレンス 1986 青鹿毛 | Wishing Well                       | Mountain Flower                    |                  |
| 父 ハーツクライ 2001 鹿毛 北海道千歳市          | 父の母アイリッシュダンス 1990 鹿毛    | *トニービン                        | *カンパラ                          | *カンパラ        |
| 父 ハーツクライ 2001 鹿毛 北海道千歳市          | 父の母アイリッシュダンス 1990 鹿毛    | *トニービン                        | Severn Bridge                      |                  |
| 父 ハーツクライ 2001 鹿毛 北海道千歳市          | 父の母アイリッシュダンス 1990 鹿毛    | *ビューパーダンス                  | Lyphard                            | Lyphard          |
| 父 ハーツクライ 2001 鹿毛 北海道千歳市          | 父の母アイリッシュダンス 1990 鹿毛    | *ビューパーダンス                  | My Bupers                          |                  |
| 母 *ダストアンドダイヤモンズ 2008 鹿毛 アメリカ | 母の父Vindication 2000 黒鹿毛         | Seattle Slew                       | Bold Reasoning                     | Bold Reasoning   |
| 母 *ダストアンドダイヤモンズ 2008 鹿毛 アメリカ | 母の父Vindication 2000 黒鹿毛         | Seattle Slew                       | My Charmer                         |                  |
| 母 *ダストアンドダイヤモンズ 2008 鹿毛 アメリカ | 母の父Vindication 2000 黒鹿毛         | Strawberry Reason                  | Strawberry Road                    | Strawberry Road  |
| 母 *ダストアンドダイヤモンズ 2008 鹿毛 アメリカ | 母の父Vindication 2000 黒鹿毛         | Strawberry Reason                  | Pretty Reason                      |                  |
| 母 *ダストアンドダイヤモンズ 2008 鹿毛 アメリカ | 母の母Majestically 2002 黒鹿毛        | Gone West                          | Mr. Prospector                     | Mr. Prospector   |
| 母 *ダストアンドダイヤモンズ 2008 鹿毛 アメリカ | 母の母Majestically 2002 黒鹿毛        | Gone West                          | Secrettame                         |                  |
| 母 *ダストアンドダイヤモンズ 2008 鹿毛 アメリカ | 母の母Majestically 2002 黒鹿毛        | Darling Dame                       | Lyphard                            | Lyphard          |
| 母 *ダストアンドダイヤモンズ 2008 鹿毛 アメリカ | 母の母Majestically 2002 黒鹿毛        | Darling Dame                       | Darling Lady                       |                  |
| 母系(F-No.)                                     | 3号族(FN:3-d)                         | 3号族(FN:3-d)                      | 3号族(FN:3-d)                      | [ § 3 ]          |
| 5代内の近親交配                                 | Hail to Reason 4×5, Lyphard 4×4       | Hail to Reason 4×5, Lyphard 4×4    | Hail to Reason 4×5, Lyphard 4×4    | [ § 4 ]          |
| 出典                                            | 1. 2. 3. 4.                           | 1. 2. 3. 4.                        | 1. 2. 3. 4.                        | 1. 2. 3. 4.      |

- 母ダストアンドダイヤモンズはアメリカで重賞2勝を挙げ、2012年のGI・ブリーダーズカップ・フィリー&メアスプリント2着の実績を持つ。引退後の2016年にキーンランドノーベンバーセールでノーザンファーム代表の吉田勝己が100万ドルで落札して輸入された[21]。
- 曾祖母Darling Dameは1986年凱旋門賞馬ダンシングブレーヴのいとこにあたる。